# Salón de la Fama de BoardGameGeek

Logo de BoardGame Geek

En 2025, con ocasión de su vigesimoquinto aniversario, el sitio web especializado en juegos de mesa BoardGameGeek abrió un Salón de la fama con el propósito de «honrar a los juegos que han hecho contribuciones significativas al pasatiempo de los juegos de mesa en las áreas de innovación, arte e impacto».
El proceso de selección inicial estuvo a cargo de jugadores experimentados e implicados durante años en la comunidad de los juegos de mesa. El proceso comenzó con la evaluación de juegos de al menos diez años de antigüedad para garantizar un compromiso y un reconocimiento generalizados. Además, el jurado identificó e incluyó juegos que, aunque quizá menos jugados, han tenido un impacto profundo y duradero en la afición. La selección se centra en los juegos modernos que han dado forma al panorama actual de los juegos de mesa. Por esta razón, títulos clásicos como Ajedrez, Backgammon, Go o los juegos de cartas tradicionales quedan fuera de la selección, aunque su influencia en el mundo lúdico sea incuestionable.
La idea subyacente es incorporar cada año juegos nuevos al salón de la fama con el objetivo de preservar la historia y la evolución de los juegos de mesa.

## Juegos galardonados

### Diplomacy(1959)

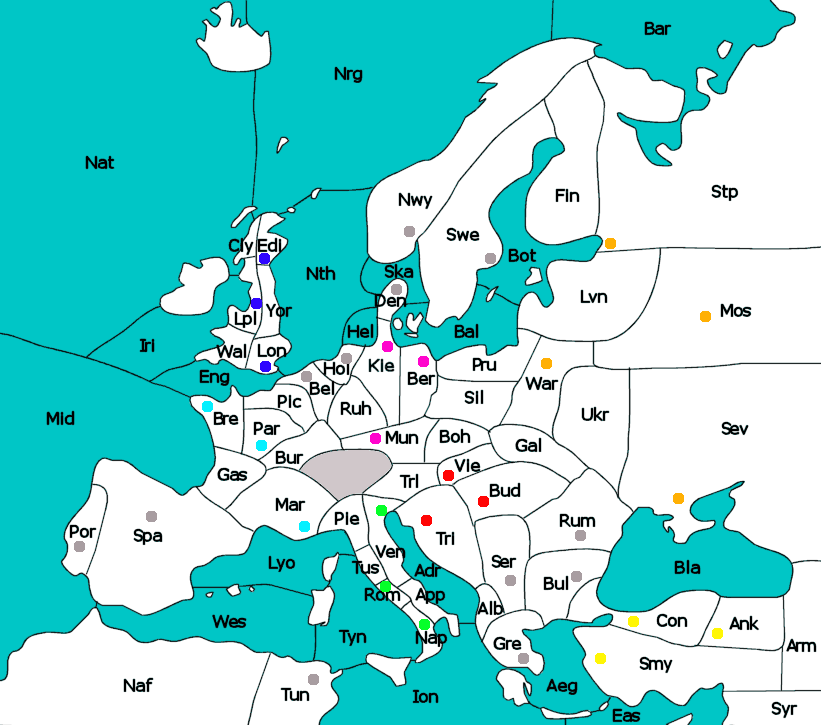
Tablero de Diplomacy.

Diplomacy es uno de los juegos de mesa de estrategia militar más representativos. Fue diseñado por Allan B. Calhamer y publicado originalmente en 1959. Entre sus carecterísticas distintivas puede señalarse el hecho de que se juega por turnos, la acción es simultánea, los jugadores interactúan entre ellos mediante la negociación y el factor suerte es reducido.
Aunque Diplomacy se juega por turnos, todos los jugadores ejecutan sus acciones a la vez escribiéndolos en papel y resolviendo luego todos los movimientos, es decir, de forma simultánea. Se puede decir que es un juego en tiempo real, pero cada paso puede tomar varios minutos.
Diplomacy permite y fomenta la negociación entre los jugadores, negociaciones que luego no tienen por qué cumplirse, ya que faltar a la palabra es legal en el juego y está expresamente contemplado en el reglamento.
Las unidades militares tienen todas la misma fuerza o poder de ataque, por lo que las ayudas (propias o de otros jugadores) se hacen imprescindibles.
El juego se desarrolla en la Europa de principios de siglo XX y representa a las principales potencias del momento: Imperio ruso, Imperio británico, Imperio alemán, Francia, Reino de Italia, Imperio otomano y el Imperio austrohúngaro.

### Acquire(1964)

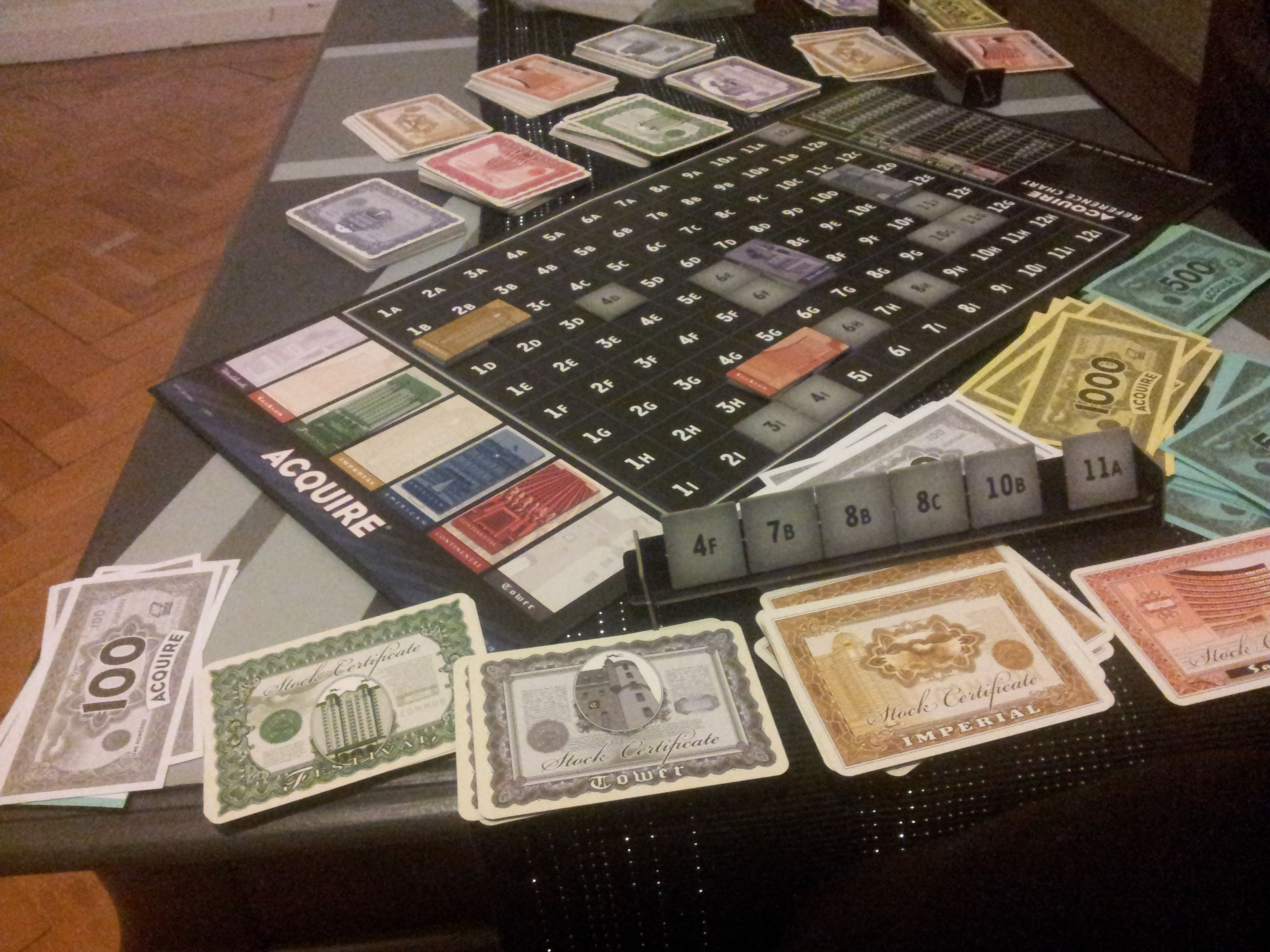
Acquire

Acquire es un juego de mesa para 2 a 6 jugadores, diseñado en 1964 por el estadounidense Sid Sackson, en el que se intenta ganar la mayor cantidad de dinero posible desarrollando y fusionando cadenas hoteleras. En Acquire, cada jugador invierte en empresas intentando retener la mayoría de las acciones. A medida que las empresas crecen con la colocación de fichas, también comienzan a fusionarse, lo que otorga a los accionistas mayoritarios de la empresa adquirida importantes bonificaciones que pueden reinvertir en otras cadenas. Todos los inversores de la empresa adquirida pueden canjear sus acciones por su valor actual o intercambiarlas al 2x1 por acciones de la empresa más nueva y grande. El juego es una carrera para adquirir la mayor riqueza.
El juego fue preseleccionado en 1979 para los primeros Spiel des Jahres. La revista GAMES incluyó a Acquire en el Salón de la Fama de su guía de compradores. Los criterios establecidos por la revista para su Salón de la Fama inciden en «juegos que han cumplido o superado los más altos estándares de calidad y jugabilidad y que han estado en producción continua durante al menos diez años; es decir, clásicos» Acquire entró también en el Salón de la Fama de la «Academy of Adventure Gaming Arts & Design's», junto con su autor Sid Sackson, en 2011, y fue nominado al premio Meeples Choice 2000.

### Cosmic Encounter(1977)

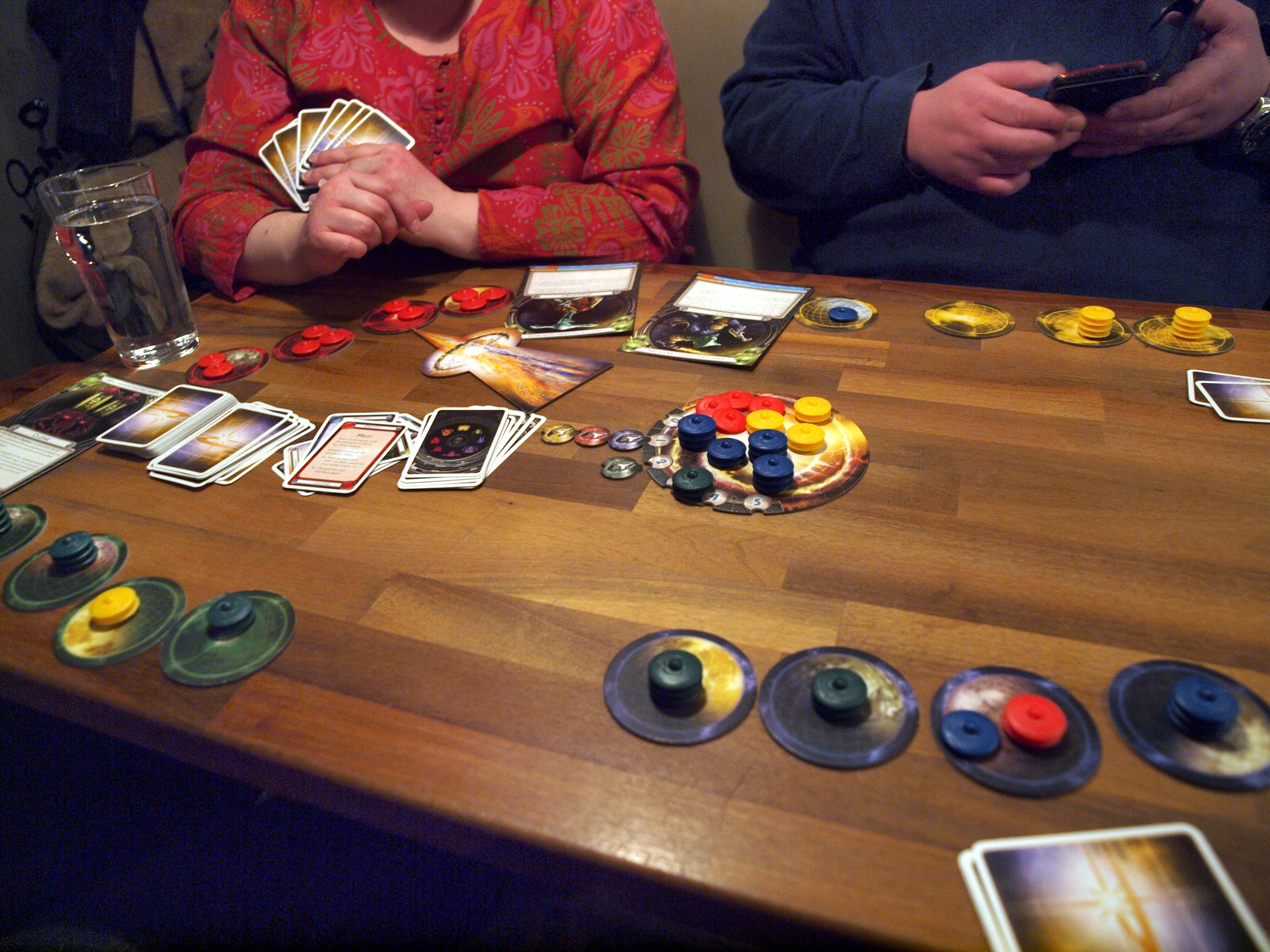
Partida de Cosmic Encounter en el Café Mascot de Helsinki, Finlandia.

Cosmic Encounter es un juego de mesa de estrategia de ciencia ficción diseñado por «Future Pastimes» (colectivo formado por Peter Olotka , Jack Kittredge, Bill Eberle y Bill Norton) y publicado originalmente por Eon Games en 1977. En él, cada jugador asume el papel de una especie alienígena, cada una con un poder único para alterar una de las reglas del juego, intentando así establecer el control del Universo. El juego se incluyó en el Salón de la Fama de la «Academy of Adventure Gaming Arts & Design's» en 1997. La edición de 1992 ganó el Premio Origins al «Mejor juego de mesa de fantasía o ciencia ficción» de 1991  y quedó en sexto lugar en el Deutscher Spiele Preis
Cosmic Encounter es un juego en el que se anima a los jugadores a interactuar, discutir, formar alianzas, hacer tratos, traicionar y, ocasionalmente, colaborar para proteger el bien común. La mayoría de las ediciones del juego están diseñadas para entre tres y cinco jugadores, aunque existen reglas oficiales para jugar con hasta ocho.

### Civilización(1980)

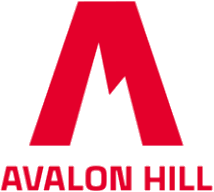
Logo de Avalon Hill

Civilización es un juego de mesa diseñado por Francis Tresham, publicado en el Reino Unido en 1980 por Hartland Trefoil y en Estados Unidos en 1981 por Avalon Hill. La duración del juego acostumbra a ser de ocho o más horas y pueden participar entre dos y siete jugadores.
La marca Civilization es actualmente (2025) propiedad de la empresa juguetera Hasbro. Estuvo descatalogado durante muchos años, hasta su reedición en 2018, por Gibsons Games. La empresa distribuidora de Avalon Hill en España, Joc Internacional, llegó a publicar una edición en lengua española con un tablero modificado que incluía también el territorio de la península ibérica, objeto de una expansión separada en la versión en inglés.  Avalon Hill publicó también, en 1991, una variante llamada Advanced Civilization.
Civilización es ampliamente considerado como uno de los juegos más influyentes en el género de estrategia, citado como fundamental tanto para la gran estrategia como para los juegos de ordenador de estilo 4X.
El juego es también el primero en incorporar un árbol tecnológico, una característica común en muchos juegos de mesa y de ordenador posteriores que permite a los jugadores obtener ciertos elementos y habilidades únicamente después de obtener otros elementos previos.
El tablero de Civilización representa áreas alrededor del Mar Mediterráneo. El tablero está dividido en varias regiones. Cada jugador juega con una civilización histórica y comienza en su zona correspondiente. Intentará expandir su imperio en turnos sucesivos, procurando construir la civilización más grande posible y minimizando los efectos de las calamidades y la guerra.
El objetivo de cada jugador es ser el primero en avanzar hasta la última casilla de una tabla llamada «Tabla de Sucesión Arqueológica» (TSA). La TSA comienza en el 8000 a. C. y termina en el 250 a. C. Consta de quince casillas, y los jugadores avanzan en cada turno. Sin embargo, en varios puntos, se deben cumplir ciertas condiciones (como que la civilización tenga un número determinado de ciudades) para avanzar. Dado que es improbable que una civilización cumpla los criterios de avance en todas las etapas de la TSA, las partidas suelen durar más de quince turnos.
Civilización se distingue por no centrarse en la guerra y el combate, como muchos juegos de su género. En cambio, se anima a los jugadores a comerciar y cooperar para avanzar. Sin embargo, la guerra y el combate son totalmente permisibles, y a veces inevitables. De hecho, el juego está diseñado para limitar las posibilidades de expansión geográfica de los jugadores, obligándolos a tratar con otras civilizaciones militar, diplomáticamente o de otras maneras si desean que su propia civilización alcance su máximo potencial. Esencialmente, pues, más que un juego bélico es un juego de negociación y progreso científico y tecnológico.

### 1830: The Game of Railroads and Robber Barons(1986)

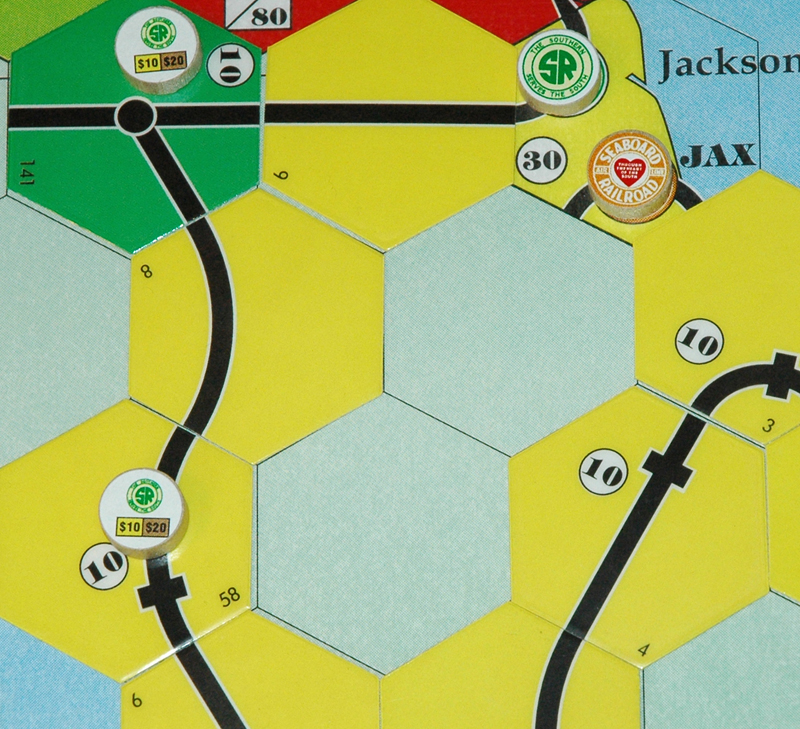
18FL. Juego publicado por Deep Thought Games en 2006. Su diseñador fue David GD Hecht y se ambienta en Florida, Estados Unidos. Se trata de un juego sencillo que sirve como introducción al sistema de juego 18XX para nuevos jugadores.

1830: The Game of Railroads and Robber Barons (1830: el juego de los ferrocarriles y los barones ladrones) es una reimplementación del juego 1829 creado por Francis Tresham en 1974. Sus diseñadores fueron el propio Francis Tresham y Bruce Shelley, quien estuvo también a cargo del diseño gráfico. Se publicó en 1986 editado por Avalon Hill  y se reeditó en 2011 por colaboración entre Mayfair Games y Lookout Games.
El juego está diseñado para representar el comienzo de las operaciones ferroviarias en el este de los Estados Unidos a partir del año 1830, con compañías accionarias que representan compañías ferroviarias históricas. Los jugadores alternan rondas de negociación de acciones (en las que compran acciones de compañías ferroviarias) con rondas de operaciones, en las que el presidente de cada compañía ordena la construcción de vías, opera trenes y genera ingresos para los accionistas. Es importante destacar que no importa la salud a largo plazo de las empresas; solo cuánto dinero puede extraerse en el proceso, por lo que, al igual que en la realidad, incluso se forzará a las empresas a la quiebra con tal de obtener beneficios.
Una característica muy destacable de 1830 es que, al igual que en el ajedrez o las damas, el único factor de suerte es el orden inicial de juego. De hecho, si  los jugadores quisieran realizar dos partidas con exactamente las mismas jugadas, el resultado final también sería el mismo.
1830 inspiró todo un género de juegos, colectivamente conocidos como 18xx, con un sistema de juego similar, con tema ferroviario y centrados en las operaciones bursátiles y la colocación de losetas. El conjunto 18xx tiene dos ramas principales: la rama 1829 (1829, 1825, 1853 y 1829 Mainline) y la rama 1830 (1830, 1856, 1870, etc.). También hay una serie de juegos que se ubican en algún punto intermedio entre las dos ramas (por ejemplo, 1860). Si bien las operaciones ferroviarias generales, como la colocación de vías, son fundamentales para ambas ramas, las dos ramas son bastante diferentes en carácter y enfoque del jugador. Los juegos de la rama 1829 enfatizan la selección de acciones y la gestión de cartera, mientras que la rama 1830 se concentra más en la predicción financiera y la manipulación del mercado de valores. Así, en 1829 y sus juegos similares los jugadores son recompensados por tener las acciones correctas en el momento correcto y por administrar bien sus empresas, mientras que en 1830 y similares son más favorecidos por manipular el mercado de valores para su beneficio e invertir en empresas que se benefician de ello.

### Magic: The Gathering(1993)

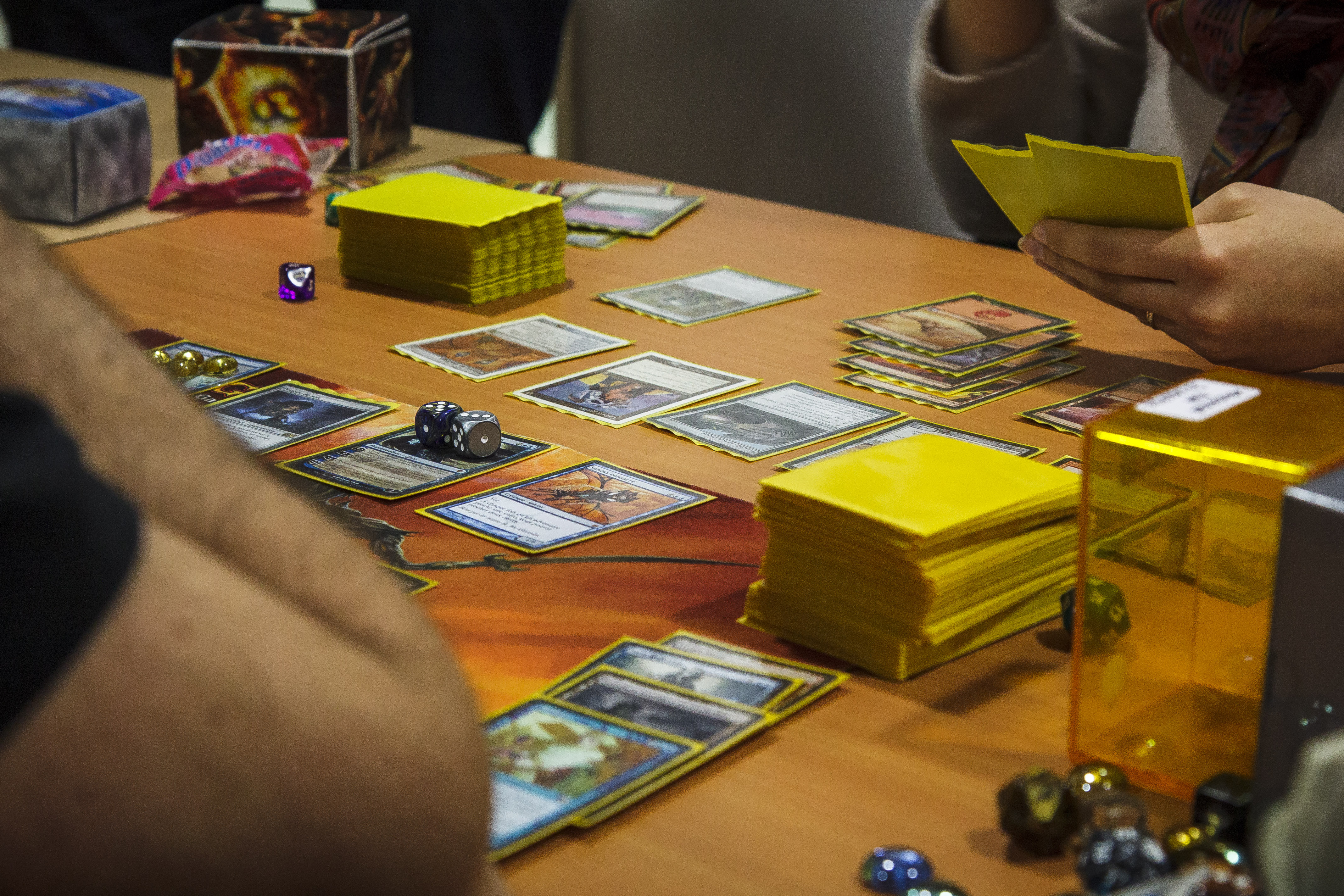
Partida de Magic the Gathering, formato Commander

Magic: The Gathering, frecuentemente abreviado como Magic, MTG y Cartas Magic, es un juego de cartas coleccionables diseñado en 1993 por Richard Garfield, profesor de matemáticas, y comercializado por la empresa Wizards of the Coast. Magic es el primer ejemplo de juego de cartas coleccionables moderno, con más de seis millones de jugadores en cincuenta y dos países diferentes. Magic puede ser jugado por dos o más jugadores, cada uno de ellos usando un mazo individual. También existen varias versiones digitales que pueden jugarse en línea, en videoconsola o PC.
Cada partida de Magic representa una batalla entre poderosos magos (en el juego conocidos como planeswalkers), en el que cada uno de estos es uno de los jugadores de la partida. Los jugadores pueden usar hechizos (conjuros, artefactos, tierras, criaturas fantásticas, etc.), representados individualmente en cada carta, para derrotar a sus oponentes. De este modo, el concepto original del juego se inspira de forma notable en los duelos de magos típicos de los juegos de rol tradicionales, como Dungeons & Dragons. La estructura del juego reemplaza los útiles usados en los juegos de aventura de papel y lápiz por una gran cantidad de cartas y unas reglas más complejas que la mayoría de otros juegos de cartas.
Un sistema organizado de torneos y una comunidad de jugadores profesionales se ha desarrollado alrededor del juego, así como un mercado secundario de cartas. Las cartas de Magic son valoradas no solo por su escasez, sino también por su valor en el juego, su antigüedad, por ser cartas de "culto" o por el valor estético de las ilustraciones.

### Los colonos de Catán(1995)

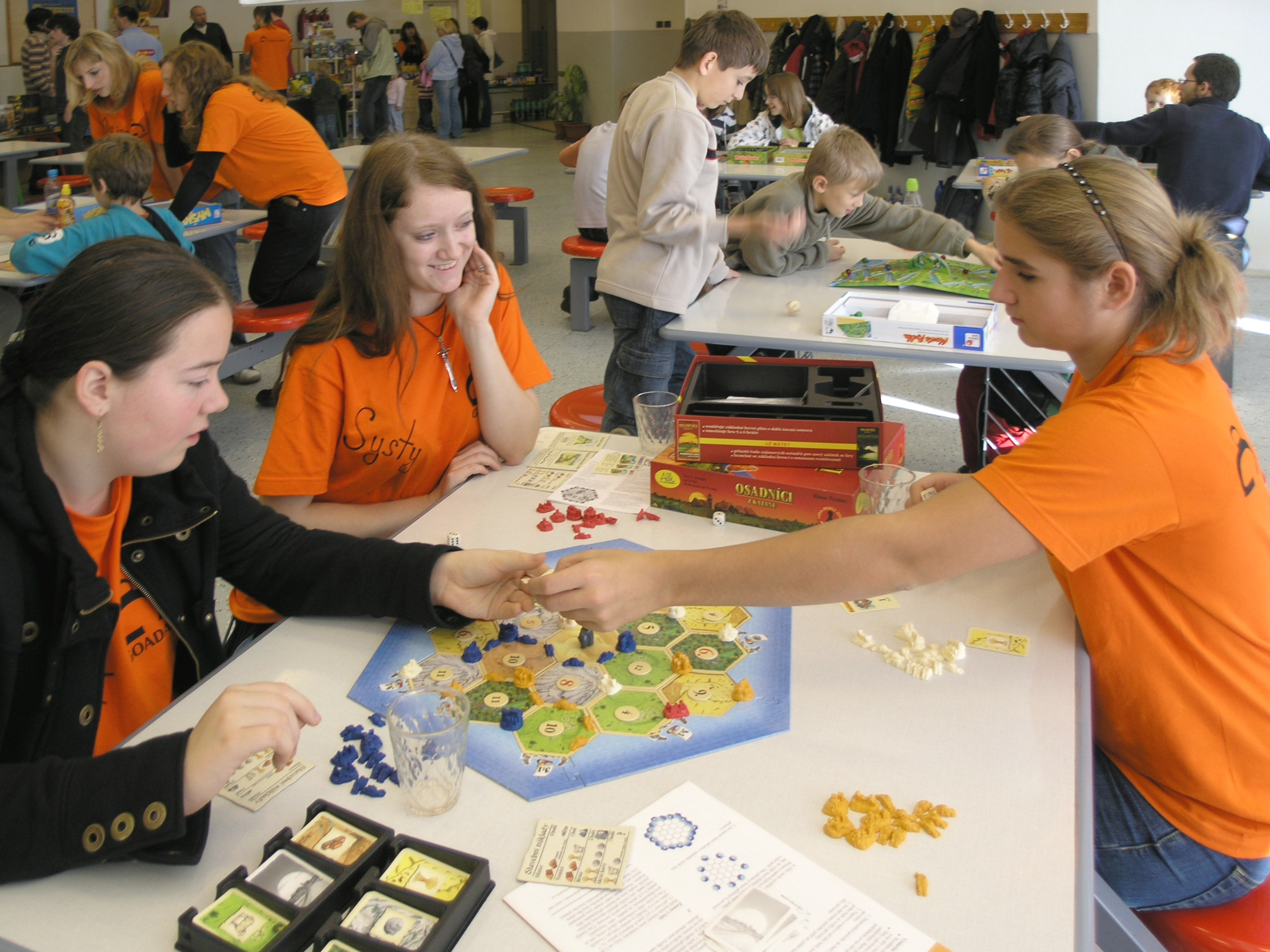
Los colonos de Catán

Los colonos de Catán (en alemán Die Siedler von Catan), Los descubridores de Catán, o simplemente Catán, es un juego de mesa de colocación de trabajadores multijugador inventado por Klaus Teuber. Es probablemente el primer juego de mesa de estilo alemán que ha alcanzado popularidad fuera de Europa, siendo traducido del alemán original a otros idiomas como checo, danés, esloveno, español, francés, griego, húngaro, rumano, inglés, italiano, japonés, noruego, portugués, ruso, hebreo, catalán, euskera y sueco.
El objetivo del juego es construir poblados, ciudades y caminos sobre un tablero que es distinto cada vez, mientras se van acumulando varios tipos de cartas. Todos estos elementos proporcionan distintas puntuaciones, ganando la partida el primer jugador que llega a los diez puntos. Existen varias expansiones del juego, que fue publicado originalmente en Alemania por la empresa Kosmos.
La popularidad del juego se debe, en parte, a que, mientras que su mecánica es relativamente simple, su dinámica es bastante compleja. Además, en un nivel recreativo, el juego tiene varias características que lo hacen apropiado para jugar en familia. Por ejemplo, no se elimina a nadie, y los jugadores que van por detrás del primero pueden intentar alcanzar ciertas metas que estén a su alcance, como construir una ciudad en un espacio determinado. En un nivel competitivo, el juego muestra el alcance del análisis adaptativo. A causa de su éxito, el juego ha sido recreado en forma de software instalable para distintas plataformas.
En otoño de 2010 se lanzó una nueva versión del juego (edición 2011) con todas sus expansiones también de la mano de Devir y llamada a partir de entonces simplemente "Catán" (en lugar de "Los Colonos de Catán"). Ésta incluye imágenes rediseñadas por Michael Menzel, cambiando todo el apartado gráfico del juego, mientras que las reglas permanecen con pocas novedades.
El creador alemán de juegos Klaus Teuber, fascinado desde niño por las historias de descubrimientos y de aventuras, comenzó a trabajar a principios de los años 90 en un juego que consiguiera transmitir esas emociones. Ideó en un principio un juego mucho más grande que el actual en el que ya estaban las ideas de crear el tablero mediante distintas partes que representaran el mar, las montañas y los bosques y que se crearan poblados con lo que producían las áreas circundantes y mediante el comercio. En estas primeras versiones, antes de llegar a la isla y conquistarla había que navegar por el mar y no todo el territorio era conocido desde el principio, sino que se iban poniendo nuevas fichas de territorio, es decir, se "descubría" este según avanzaba el juego, mediante el envío de exploradores, que además luchaban contra los de los otro jugadores. Esto hacía que el juego fuera excesivamente grande como para caber en una caja y además las partidas duraban demasiado tiempo.
Teuber decidió entonces dividir el juego en tres partes, cada una centrada en uno de los aspectos del juego original. La primera parte dio lugar a Los colonos de Catán, centrado en el desarrollo de la isla y el comercio. La segunda parte se convirtió en 1996 en Entdecker ("Descubridor"), sobre la colonización de la isla, y la tercera, Loenherz ("Dominio"), se desarrolla durante la lucha y el control de Catán.
En la actualidad existen numerosas variantes del juego, además de las expansiones, que deben jugarse con el juego original. Así, existen versiones en cartas, de viaje, en tres dimensiones o para dos personas. También existe un Catán Junior, para niños, y versiones ambientadas en el espacio (Sternenfahrer von Catan) o en distintos escenarios históricos: Die Siedler von Nurnberg ("Los descubridores de Núremberg"), Alexander der Gross & Cheops (Alejandro Magno y Keops), Troja & der Grosse Mauer (Troya y la Gran Muralla), Struggle for Rome ("La lucha por Roma"), The Settlers of the Stone Age ("Los colonos de la Edad de Piedra, The Settlers of Canaan ("Los colonos de Canaán)...
Rebecca Gablé escribió una novela sobre la colonización de la isla (Publicada en castellano por Editorial Almuzara en abril de 2014), en la que a su vez se inspiró Teuber para crear otros juegos, como Candamir-The first Settlers ("Candamir-Los primeros colonos") y Elasund-The first city of Catan ("Elasund-La primera ciudad de Catán"). El compositor Tobias Strauß compuso la obra Catan Project basada en el juego y grabada por el conjunto Pax Dei.

### El Grande(1996)
El juego se desarrolla en nueve rondas. No hay dados y los jugadores tienen la posibilidad de influir en el orden de los turnos. El juego original cuenta con varias cartas de acción que se giran en cada turno, lo que constituye la única fuente de aleatoriedad. Sin embargo, la influencia de esta suerte es mínima, ya que estas cartas están potencialmente disponibles para cualquier jugador.

### Tigris y Éufrates(1997)

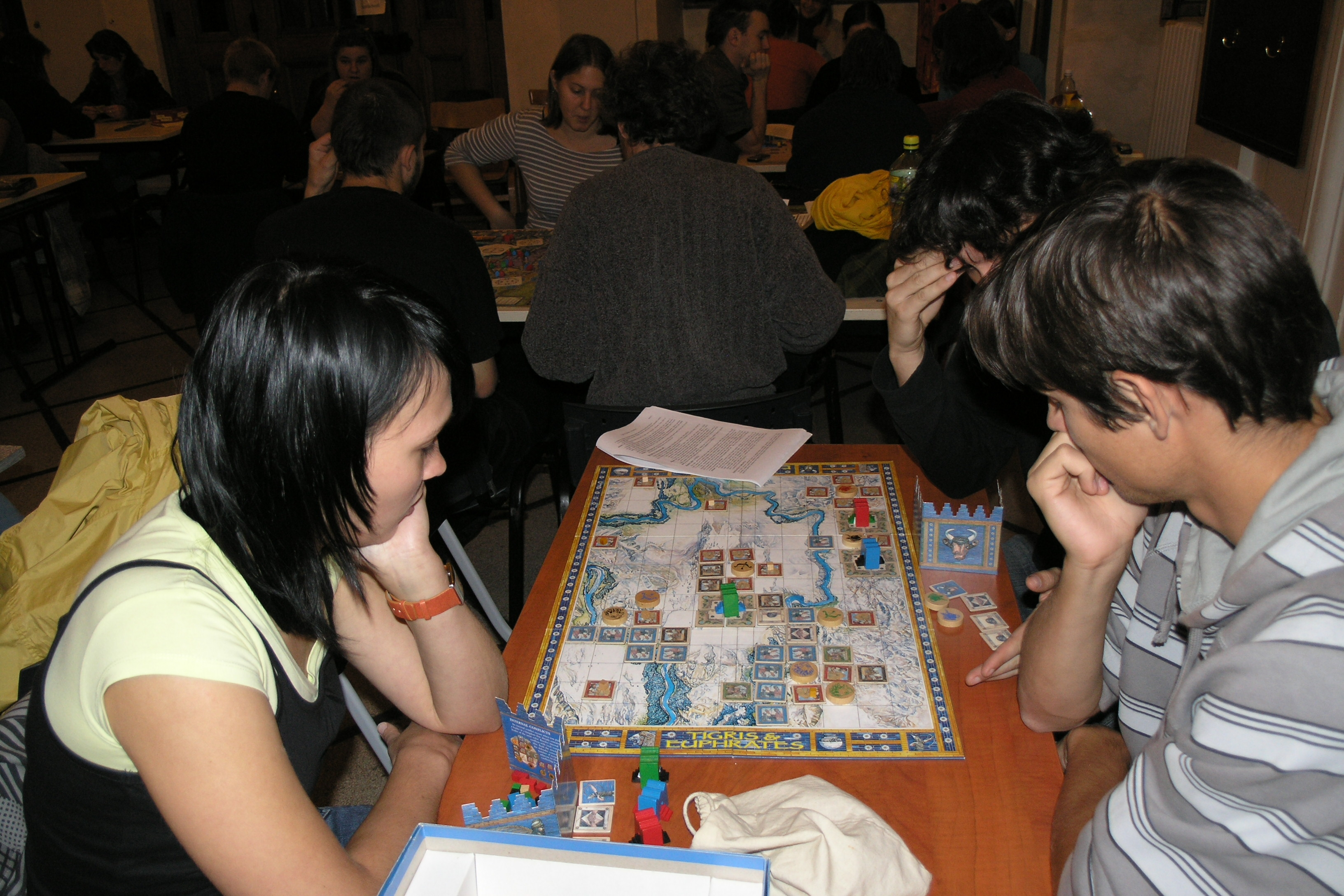
Partida de Tigris y Éufrates.

Tigris y Éufrates es un juego de estilo europeo diseñado por Reiner Knizia y publicado por primera vez en 1997 por Hans im Glück. Ya antes de su lanzamiento, los jugadores lo esperaban con expectación pues se rumoreaba que sería un «juego para jugadores», es decir, para personas con cierta experiencia en los juegos de mesa. Tigris y Éufrates ganó el primer premio en el Meeples Choice Award de 1997 y en el Deutscher Spielepreis de 1998.Su edición en español ganó el premio Juego del Año 2014. 
El juego está diseñado para dos, tres o cuatro personas. Considerado por muchos como la obra maestra de Reiner Knizia, Tigris y Éufrates se ambienta en la antigua media luna fértil, donde los jugadores construyen civilizaciones mediante la colocación de fichas. Se les asignan cuatro líderes diferentes: agricultura, comercio, religión y gobierno. Los líderes se utilizan para obtener puntos de victoria en estas mismas categorías. Los conflictos surgen cuando las civilizaciones se conectan en el tablero (es decir, conflictos externos), en los que solo un líder de cada tipo sobrevive. Los líderes también pueden ser reemplazados dentro de una civilización mediante conflictos internos.
El tablero es un mapa de los dos ríos, marcado con una cuadrícula. Hay cuatro tipos de fichas con sus respectivos líderes: templos y sacerdotes (rojo), granjas y granjeros (azul), mercados y comerciantes (verde) y asentamientos y reyes (negro). El juego comienza con diez fichas de templo aisladas ya colocadas en el tablero. Los jugadores colocan fichas y líderes en el tablero, creando y expandiendo regiones y reinos. Se pueden construir monumentos en el tablero colocando cuatro fichas del mismo color en un patrón cuadrado.
Dos líderes del mismo tipo no pueden coexistir en el mismo reino. Los conflictos internos se producen cuando los jugadores añaden un segundo líder de un tipo a un reino. Los conflictos externos se producen cuando los jugadores juegan fichas para fusionar dos reinos existentes.
A partir de la edición de Mayfair de 2008, Tigris y Éufrates incluyó un tablero de juego de doble cara y componentes adicionales para una versión avanzada. Esta "expansión de zigurat", inicialmente lanzada como artículo independiente en Alemania para quienes ya tenían el juego base, consiste en un monumento especial que ocupa cinco casillas del tablero. El monumento se puede construir si un jugador tiene una cruz de cinco fichas de civilización del mismo color; para ello, descarta esas cinco fichas y las reemplaza con los marcadores de zigurat, colocando una torre de zigurat en la casilla central. Los cinco marcadores de zigurat no se pueden destruir. Todas las reglas sobre monumentos se aplican también al monumento de zigurat. Si tu rey está dentro del reino del zigurat, obtendrás un punto de victoria del color que elijas al final de tu turno.
Knizia utilizó posteriormente el mecanismo de equilibrar puntuaciones y evitar la sobreespecialización como base para su juego Ingenious. Tigris y Éufrates forma parte de lo que a veces se denomina la «trilogía de colocación de losetas» de Reiner Knizia .

### Ra(1999)
Ra es un juego de mesa temático de pujas para dos a cinco jugadores diseñado por Reiner Knizia y publicado originalmente en 1999 por Alea, un sello editorial de la empresa alemana Ravensburger. Se ambienta alrededor del culto a Ra, el dios del sol de Heliópolis en el antiguo Egipto. Es uno de los tres juegos de subasta diseñados por Knizia, siendo los otros dos Medici y Modern Art.
En Ra los jugadores compiten por los mismos recursos. El juego se desarrolla en tres rondas, llamadas épocas, que reflejan la historia del antiguo Egipto. Los jugadores usan sus «fichas solares» para pujar entre sí en subastas de fichas. Al final de una época, se obtienen puntos según la cantidad y el tipo de fichas que un jugador haya ganado. El precio de las fichas lo determinan los jugadores que pujan por ellas, y los valores pueden variar rápidamente. Los jugadores se enfrentan a un equilibrio constante entre "lo que debería hacerse en algún momento" y "lo que realmente puede hacerse ahora", lo que es un sello distintivo de muchos de los juegos de Knizia y de los juegos de mesa de estilo alemán en general.
Publicado originalmente en Alemania, fue republicado en traducción al inglés por Rio Grande Games.La primera edición en lengua española fue en 2016, a cargo de Edge Entertainment, llegando a ser juego recomendado del Juego del Año en España 2016. En 2005 Knizia, en colaboración con Michael Menzel, diseñó un nuevo juego llamado Razzia, que es el juego básico de Ra con ambientación mafiosa.Existe también una reimplementación de Ra llamada Priests of Ra (sacerdotes de Ra) diseñada por el propio Knizia y editada en el año 2009.

### Carcassonne(2000)

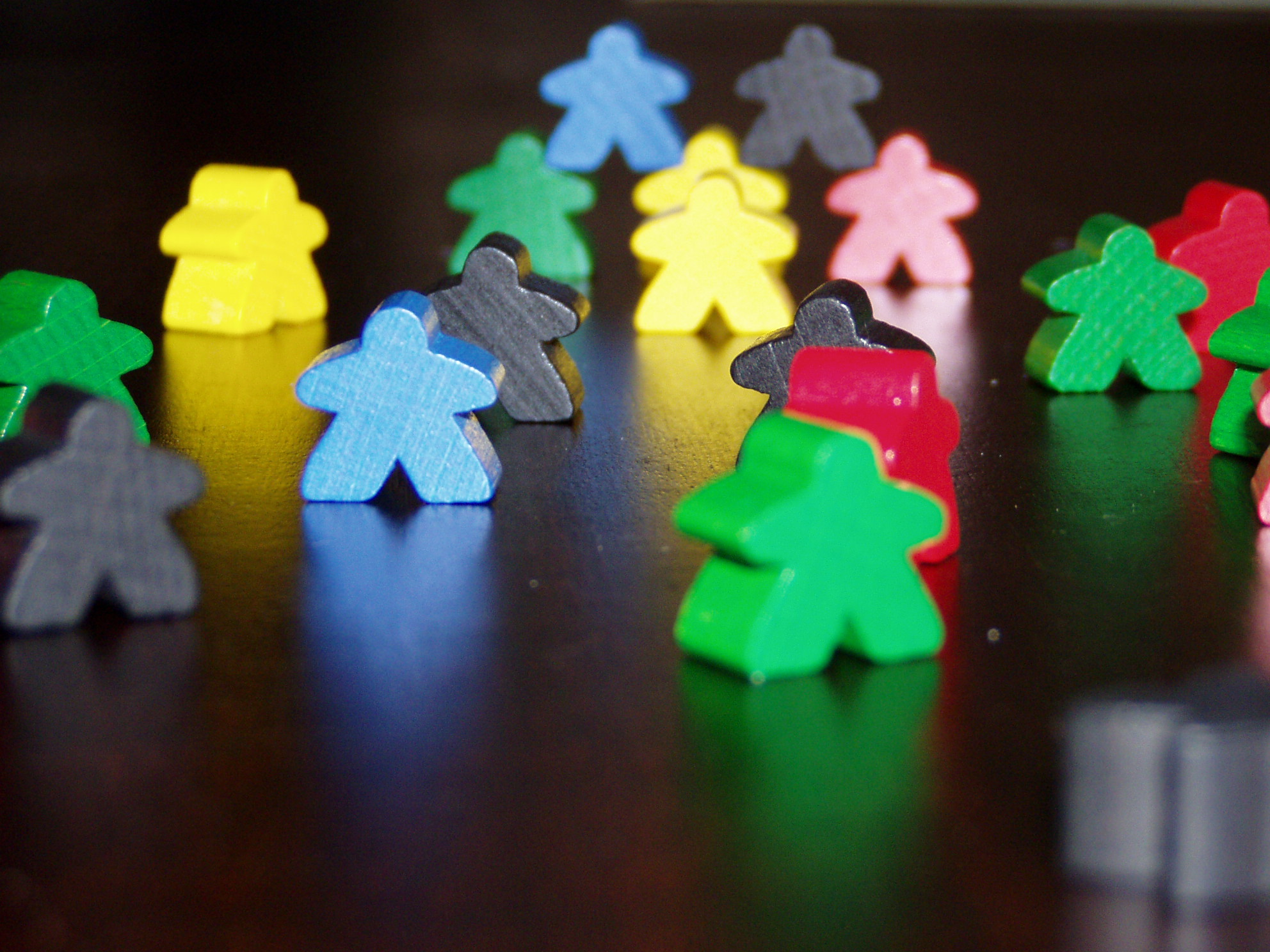
Los meeples del Carcassone han pasado a ser un símbolo para todos los juegos de estilo alemán

Carcassonne es un juego de mesa de estilo alemán, diseñado por Klaus-Jürgen Wrede y publicado en el año 2000 por Hans im Glück en alemán y por Devir en castellano y catalán.
Ambientado en la ciudad medieval amurallada francesa de Carcasona, el juego consiste en crear un mapa de juego donde los jugadores compiten por hacer el máximo número de puntos con las mejores posesiones (ciudades, praderas, caminos y monasterios) del mapa. La estrategia individual es básica para ganar cada partida.
La novedad del juego reside en que el tablero es nuevo en cada partida, ya que los jugadores de forma aleatoria van sacando las fichas del terreno. Las fichas se componen de campos, ciudades, caminos y monasterios y deben colocarse de forma coherente. Sobre éstas se colocan las piezas de los personajes (meeples), que según donde se coloquen se convierten en granjeros, caballeros, monjes o ladrones. Las piezas de personajes permanecen estáticas en el tablero hasta que la construcción en la que están se acabe y/o finalice el juego y se repartan los puntos correspondientes. Los jugadores puntúan de dos formas:
Las reglas del juego son sencillas. La edad mínima aconsejada es de 10 años y las partidas con el juego básico sin expansiones no suelen durar más de 15 o 20 minutos.
El juego cuenta con una secuela, Carcassonne Cazadores y Recolectores, así como múltiples expansiones compatibles entre sí, que permiten aumentar el número de jugadores y las posibilidades del juego.
Existe una versión de Carcassonne para Xbox360 que incluye la ampliación "El Río" y la posibilidad de jugar en línea.
Existe también una plataforma online, la Board Game Arena, que cuenta como uno de sus juegos más populares con Carcassonne. Esta plataforma es la que reúne actualmente a un mayor número de jugadores internacionales, incluyendo a los considerados como mejores jugadores del mundo por haber representado a sus países en competición internacional y/o tener puntuaciones de ELO elevadas. Es, además, la plataforma en la que se juegan tanto diferentes competiciones online nacionales de diferentes países, como competiciones internacionales por equipos como el Europeo y el Mundial de Carcassonne, jugados a nivel de selecciones.

### Power Grid(2004)

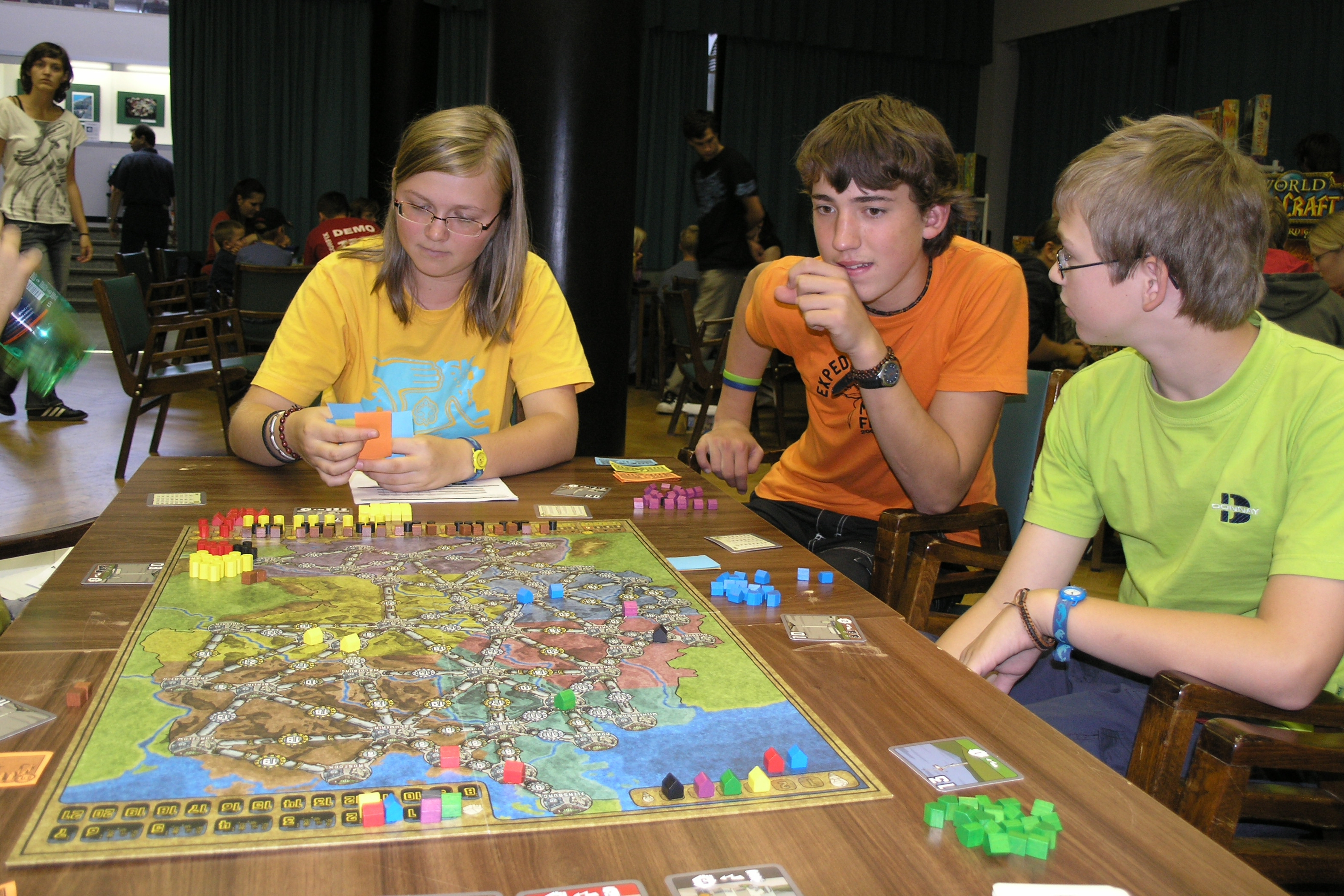
Partida de Power Grid

Power Grid es un juego de mesa de estilo alemán para entre dos y seis jugadores publicado en 2004 por el diseñador de juegos Friedemann Friese como reimplementación de su propio juego de 2001 Funkenschlag. El juego fue editado por Rio Grande Games.
En Power Grid cada jugador representa a una empresa propietaria de centrales eléctricas que intenta suministrar energía a las ciudades. Durante la partida, los jugadores pujan por la adquisición de las centrales eléctricas. El combustible para estas centrales es limitado, su coste aumenta a medida que disminuye el suministro e incluso puede agotarse por completo. Para aprovechar ese combustible hay que construir una red de abastecimiento aprovechando las mejores rutas mientras aún estén disponibles. Cuantas más ciudades se abastezcan, más dinero se obtiene, pero cuanto más tarde suceda esto en el orden de turnos más elevados serán los costes de combustible y creación de rutas. 

### Aventureros al tren(2004)
Ticket to ride (Aventureros al tren en su traducción española) es un juego de mesa de temática ferroviaria diseñado por Alan R. Moon y publicado en 2004 por Days of Wonder. El juego es también conocido como Zug um Zug (alemán), Les Aventuriers du Rail (francés), Wsiąść do pociągu (polaco), y Menolippu (finés).
Vencedor del Spiel des Jahres en 2004, el Premio Origins a mejor juego de 2004, el Diana Jones award, el Juego del Año 2005 de España y el As d'Or Jeu de l'année en 2005 y segundo en el Schweizer Spielepreis a juegos familiares. Su secuela, Ticket to Ride: Europe ganó el International Gamers Award en 2005. También en 2025 accedió al salón de la fama de BoardGameGeek como uno de sus veinticinco primeros juegos seleccionados.  Hasta agosto de 2008, el juego había vendido, según su editor, más de 750.000 copias.

### Caylus(2005)
Caylus es un juego de estrategia, colocación de trabajadores y gestión de recursos de estilo europeo, creado por William Attia y publicado en 2005 por Ẏstari Games en Francia e Inglaterra y por Rio Grande Games en Estados Unidos. El mecanismo general y la complejidad son parecidos al Puerto Rico, y se basa en una mezcla de construcción de edificios, producción y gestión de recursos y planificación y negociación, sin enfrentamiento directo con los otros jugadores, y con muy poco azar. 
Fue nombrado el mejor juego de la feria de juegos de Essen en 2005, fue candidato al As d'Or - Jeu de l'Année de Cannes (2007) y ganó un premio especial del Spiel des Jahres (2006) al mejor juego complejo. En 2025 accedió al salón de la fama de BoardGameGeek como uno de sus veinticinco primeros juegos seleccionados 
El objetivo del jugador es conseguir puntos de prestigio construyendo edificios y ayudando en la construcción del castillo de la villa de Caylus, obteniendo el favor del rey Felipe IV de Francia. Para ello cada jugador, que representa de forma abstracta un maestro de obra medieval, ha de ir asignando sus trabajadores a los diferentes edificios ya existentes de la ciudad o al castillo; de esta manera al acabar el turno recogerá recursos (representados por cubos de colores) y podrá finalmente construir sus propios talleres, edificios residenciales o edificios de prestigio. En el mecanismo básico del juego hay que tener en cuenta, entre otras cosas:
- Cómo obtener cubos de recursos de cinco tipos (alimentos, madera, ropa, piedra y oro) y cuando obtenerlos (se consiguen según el orden de las acciones, un punto importante es escoger bien las acciones para reasignar los recursos obtenidos en acciones siguientes del mismo turno).
- Cómo gestionar los trabajadores propios, de los cuales solamente se tienen seis y hay que ir asignándolos a diferentes tareas (trabajar en determinados edificio para generar cubos de recursos, ayudar en la construcción del castillo, etc.).
- Cómo y cuándo construir edificios propios, ya que es necesario gastar cubos de recursos para construirlos, pero se ganan puntos de prestigio cada vez que alguien los utiliza. Además usar un edificio tiene privilegios que pueden ayudar mucho.
- Cuándo asignar trabajadores a la construcción del castillo, ya que se debe gastar cubos de recursos pero se obtienen puntos de prestigio y favores reales. Hay que tener en cuenta que colaborando en la construcción del castillo se reduce el número de recursos obtenidos en el turno, pero por otro lado hay que tener un mínimo de colaboración en el castillo.
- El movimiento del preboste. Las acciones que se realizan durante el turno las decide la posición de este elemento. El preboste puede ser movido por el jugador que escoja esa acción (movimiento gratis) o por cualquier jugador pagando monedas.

### Twilight Struggle(2005)
Twilight Struggle («Lucha Crepuscular») es un juego de mesa temático de guerra y estrategia para dos jugadores ambientado en la Guerra Fría. Un jugador representa a los Estados Unidos y el otro a la Unión Soviética. El nombre del juego fue tomado del discurso de investidura de John F. Kennedy:

«La trompeta nos convoca de nuevo, no para alzarnos en armas, aunque las necesitaremos; no para ir a la batalla, aunque ya estemos en guerra; sino para que soportemos la carga de esta larga lucha crepuscular...»

El tablero es un mapa del mundo a finales de la Guerra Fría. Está dividido en seis regiones geopolíticas: África, América central, Asia (con la subregión del sudeste asiático), Europa (dividida en oriental y occidental), Oriente Medio y Sudamérica. Las fronteras entre los países responden más a consideraciones de su relación durante el período en cuestión que a la geografía, pues países limítrofes en el mundo real pueden no tener relación directa en el tablero o viceversa. Además, posee múltiples áreas donde se colocan los marcadores usados para los diversos aspectos del juego, como la puntuación, la carrera espacial o la DEFCON actual.

### Through the Ages: A Story of Civilization(2006)

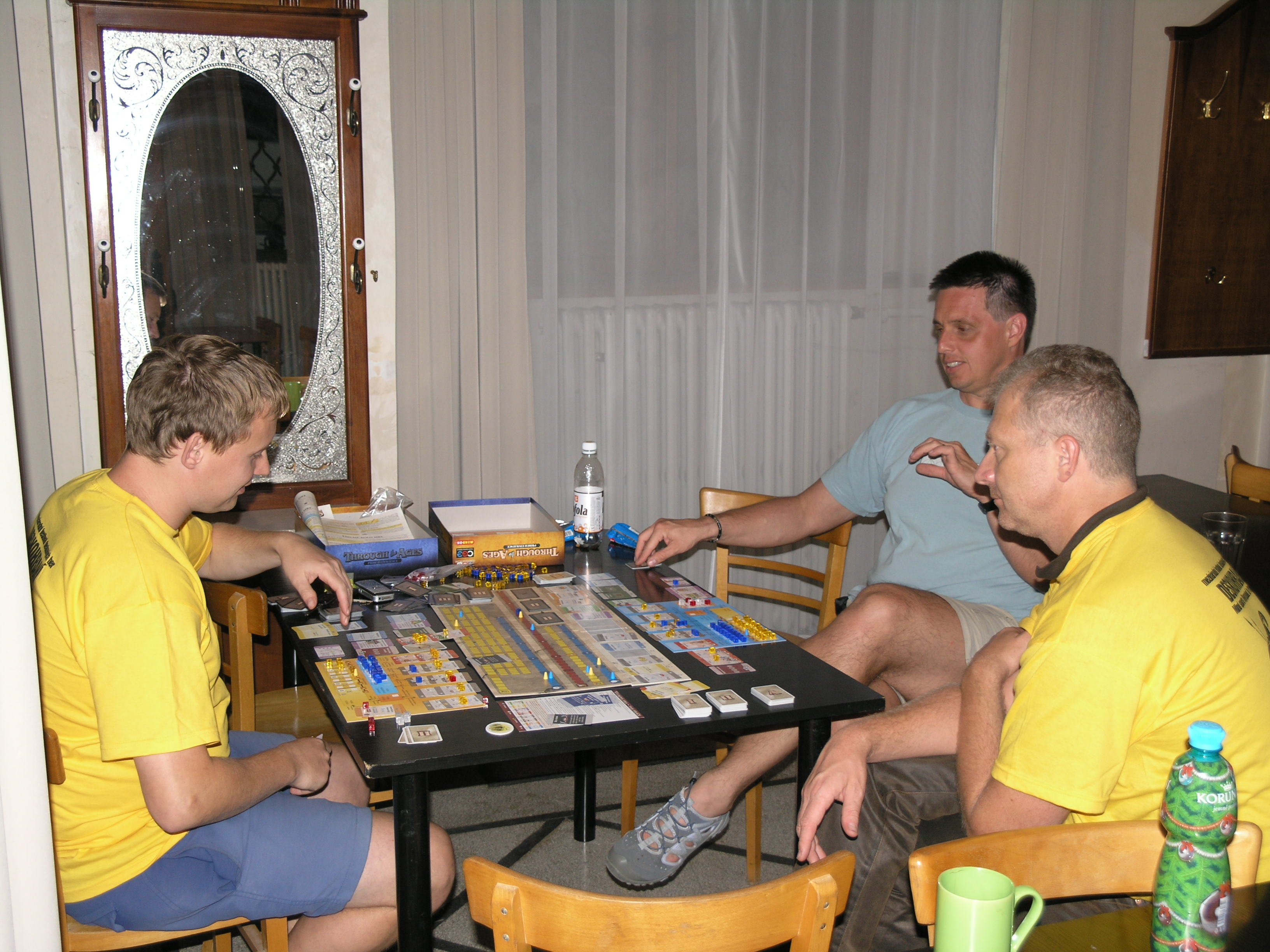

Through the Ages: A Story of Civilization es un juego de tablero para entre dos y cuatro jugadores publicado en 2006, obra del diseñador checo Vlaada Chvátil.
Los juegos de creación de civilizaciones, con títulos tan destacados como Civilización, han sido durante décadas un estándar en el mercado de los juegos de mesa, pero en Through the Ages el diseñador Vlaada Chvátil reinventó el género eliminando el mapa mundial, aparentemente indispensable, y permitiendo a los jugadores centrarse de forma más abstracta en tecnologías, líderes y maravillas. A lo largo de cuatro edades, desde la antigüedad clásica hasta la Edad Moderna, los jugadores guían a su civilización mediante un sistema de selección de cartas que constantemente impone tomar decisiones económicas y tácticas.
Los jugadores se turnan para obtener y gastar recursos para mejorar su civilización: aumentan su población, construyen estructuras y desarrollan su ejército. Además, adquieren cartas que les permiten construir maravillas o nombrar a figuras históricas como líderes (cuyos efectos perduran hasta que sean reemplazados por otro líder o se vuelvan obsoletos), desarrollar tecnologías para fortalecer sus activos u obtener recursos adicionales. Al final del turno, también tienen la oportunidad de obtener cartas militares que les permiten, al comienzo del siguiente turno, establecer eventos históricos que afectan a todos los jugadores y que se resuelven posteriormente, colonizar territorios especiales, atacar a otras civilizaciones para robar o destruir parte de sus recursos o defenderse de dichas agresiones.
La victoria la consigue el jugador cuya nación haya acumulado más puntos de cultura al final del juego, que se pueden obtener de varias formas diferentes, como desarrollando edificios y maravillas relacionadas, utilizando las habilidades especiales de sus líderes o robándolos a otros jugadores mediante su ejército.

### Agrícola(2007)
Agrícola es un juego de mesa creado por Uwe Rosenberg en 2007 y editado en España por Homolúdicus. El juego está ambientado en una zona agrícola donde cada jugador será una familia, desarrollará una granja, criará ganado e intentará obtener el alimento necesario para sobrevivir.

### Brass(2007)
Brass admite de tres a cuatro jugadores, con una duración estimada de una a dos horas. El rango de edad recomendado es de 14 años en adelante. A Brass le siguió Age of Industry, que es una versión simplificada (sin canales) y más accesible (mínimo 2 jugadores en lugar de 3).
El juego se publicó en 2007 por Warfrog (ahora Treefrog) Games, la editorial del propio Wallace. Posteriormente, fue publicado por Pegasus Spiele como Kohle - Mit Volldampf zum Reichtum (Carbón: A toda máquina hacia la riqueza), con ilustraciones adicionales de Eckhard Freytag, y bajo su nombre original por más de una docena de editores de diferentes países.

### Race for the Galaxy(2007)

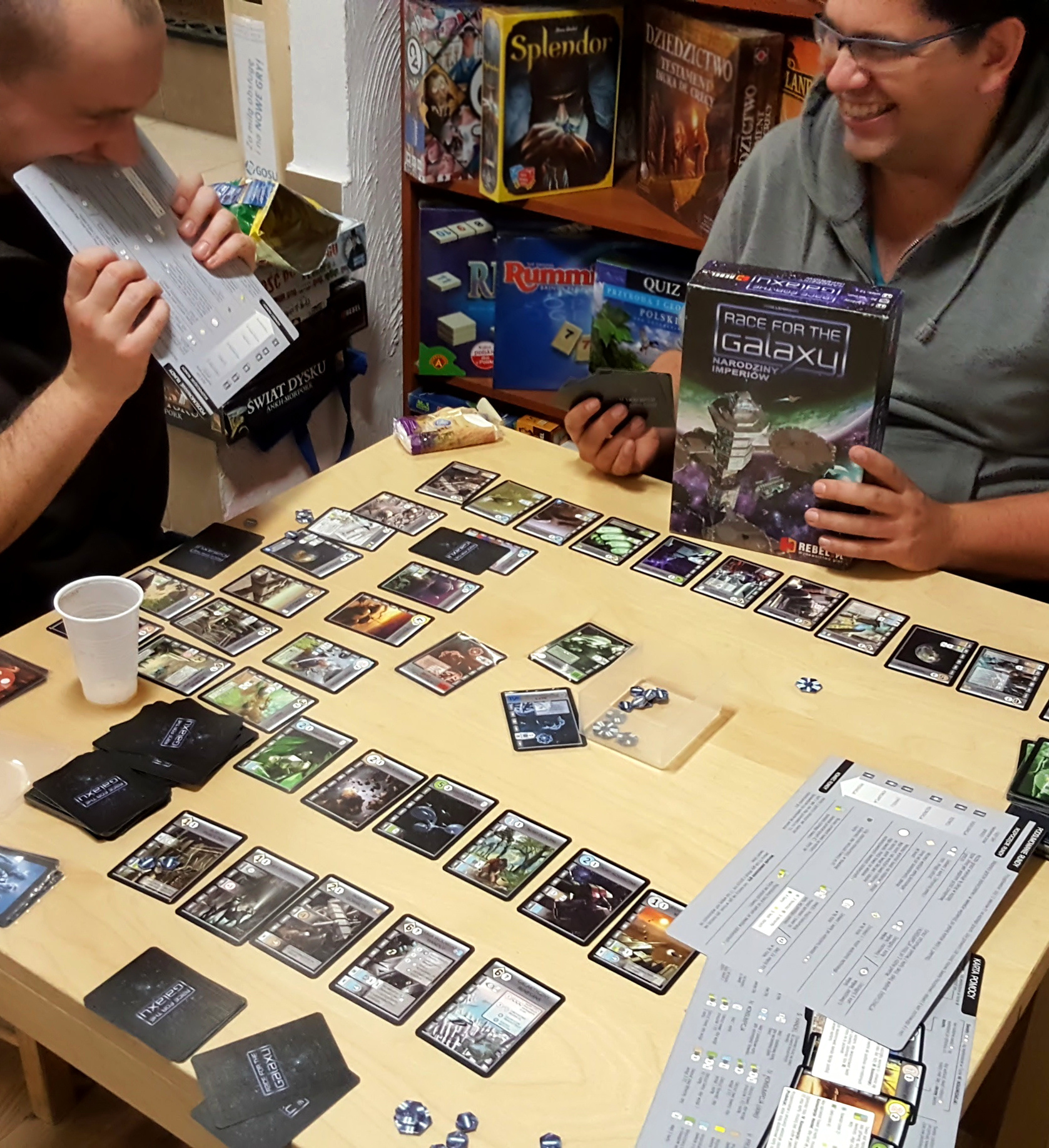
Race for the Galaxy

Race for the Galaxy (en inglés «carrera por la galaxia») es un juego de cartas no coleccionables para entre dos y cuatro jugadores creado por Thomas Lehmann y publicado en 2007 por Rio Grande Games. En 2012 se editó la versión en español con el nombre Galaxia: La Conquista de la mano de la empresa española Gabinete Lúdico.
Race for the Galaxy narra una historia de descubrimientos y expansión galáctica a través de una sola baraja de cartas. Cada carta representa un mundo colonizable o un desarrollo que se podría implementar. Las cartas puestas en juego por un jugador representan sus logros actuales (mundos que ha colonizado, tecnología que maneja), mientras que las cartas en su mano representan las opciones disponibles.
Para jugar una carta, debe descartarse una cantidad de cartas igual a su coste, lo que implica que el jugador debe descartar otras opcines para concentrarse en su estrategia actual. Una vez bajada, una carta otorga poderes especiales durante la partida y, al final, el número de puntos de victoria impreso en ella. Muchos mundos, una vez colocados, también producen bienes que pueden intercambiarse por más cartas o consumirse para obtener fichas de puntos de victoria.
Race for the Galaxy se juega por rondas. En cada ronda, cada jugador elige en secreto una fase de acción para el siguiente turno. Estas fases pueden ser:
En cada ronda solo se jugarán las fases seleccionadas por algún jugador. Seleccionar una fase garantiza que se juegue en esa ronda y otorga una bonificación al jugador que la selecciona.

### Dominion(2008)
Dominion es un juego de cartas creado por Donald X. Vaccarino y publicado originalmente por Rio Grande Games en 2008. Es el primer juego que implementó la mecánica conocida como «construcción de mazos», luego seguida por otros diseñadores de juegos.
El juego tiene un tema medieval —aunque esto no influya especialmente en su desarrollo— con imágenes y denominaciones representativas de una sociedad preindustrial y feudal.
Aunque existen paralelismos con juegos de cartas coleccionables como Magic: The Gathering, hay una diferencia esencial en el hecho de que en Dominion los jugadores construyen sus mazos durante el transcurso de la partida. Vaccarino, además, ha negado expresamente haber tenido a Magic como inspiración.

### Pandemic(2008)
Pandemic, también conocido como Pandemia  es un juego de mesa cooperativo diseñado por Matt Leacock y publicado por Z-Man Games en 2007. Pandemic se basa en la premisa de la existencia de cuatro enfermedades que se están expandiendo por el mundo, cada una de las cuales amenaza con acabar con una región. El juego funciona con una capacidad de 2 a 4 jugadores, jugando cada uno de ellos con uno de los cinco posibles roles de especialistas: coordinador de efectivos, médico, científico, investigador o experto en operaciones. El juego se basa, a diferencia de la mayoría de los juegos de mesa, en la cooperación más que en la competitividad. El objetivo es descubrir las curas de las cuatro enfermedades antes de que se desencadene alguna de las condiciones de derrota a través del esfuerzo combinado de todos los jugadores,.
Existen tres expansiones, Pandemic: Al Límite, Pandemic: En el Laboratorio, y Pandemic: Estado de Emergencia, codiseñadas por Matt Leacock y Tom Lehmann, cada una de ellas añade nuevos roles y eventos especiales, ajustes de reglas y nuevas mecánicas, una quinta enfermedad, ajustes de reglas para un quinto jugador o para jugar en equipos. Además, se incluyen varias expansiones de reglas, llamadas "cajas de reto".
Pandemic está considerado como uno de los juegos cooperativos más exitosos que ha logrado un éxito de ventas en el mercado, condensando el tipo de la estrategia profunda ofrecida por juegos cooperativos previos, como el Arkham Horror, siendo un juego que puede ser jugado en un tiempo más limitado por una gama más amplia de jugadores.

### 7 Wonders(2010)
7 Wonders es un juego para entre dos y siete jugadores creado en 2010 por Antoine Bauza y publicado originalmente por Repos Production, empresa perteneciente al Grupo Asmodee. Se trata de un juego de mecánica relativamente simple cuyo tema es la construcción de las siete maravillas del mundo antiguo.
Al comienzo de la partida, cada jugador recibe aleatoriamente un tablero llamado «Tablero de Maravilla». Cada tablero representa una de las siete maravillas descritas por Antípatro de Sidón. Los jugadores colocan cartas que representan diversos materiales y estructuras alrededor de sus tableros de Maravillas. Los tableros son de doble cara; las  maravillas de la cara A suelen ser más fáciles de construir, mientras que las de la cara B ofrecen beneficios más interesantes. Cada jugador recibe también una mano de cartas de la primera era. En cada turno, todos ellos eligen simultáneamente una carta, pasan el resto a su vecino y luego juegan su carta de alguno de los siguientes modos:
- Construyendo el elemento representado por dicha carta, siempre que se cumplan los prerrequisitos indicados en su borde superior izquierdo.
- Construyendo una parte de la maravilla, colocando la carta boca abajo y pagando el coste indicado en el nivel de la maravilla.
- Descartando la carta para ganar monedas.

### Los castillos de Borgoña(2011)

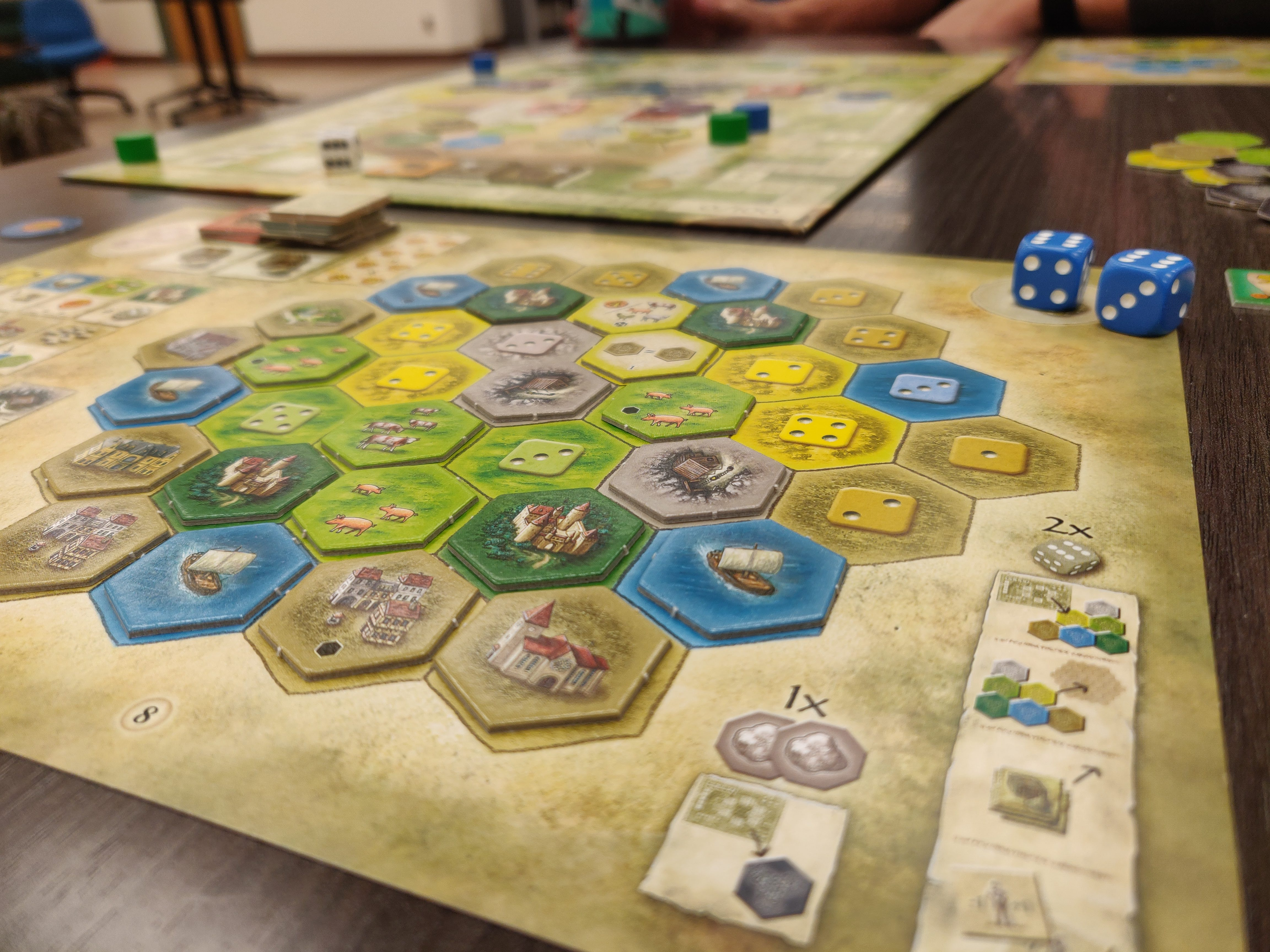
Tablero de un jugador en una partida de Los castillos de Borgoña

Los castillos de Borgoña, originalmente y en alemán Die Burgen von Burgund, es un juego de tablero para entre dos y cuatro jugadores diseñado por Stefan Feld y publicado en 2011 por Alea, un sello editorial de la empresa alemana Ravensburger.
El juego se ambienta en valle del Loira durante el siglo XV. Como príncipes influyentes, los jugadores dedican sus esfuerzos a construir y comerciar con inteligencia para que sus dominios destaquen sobre los de sus rivales. No obstante, pese a tratarse de un juego temático, su implementación es bastante abstracta.

### Terra Mystica(2012)

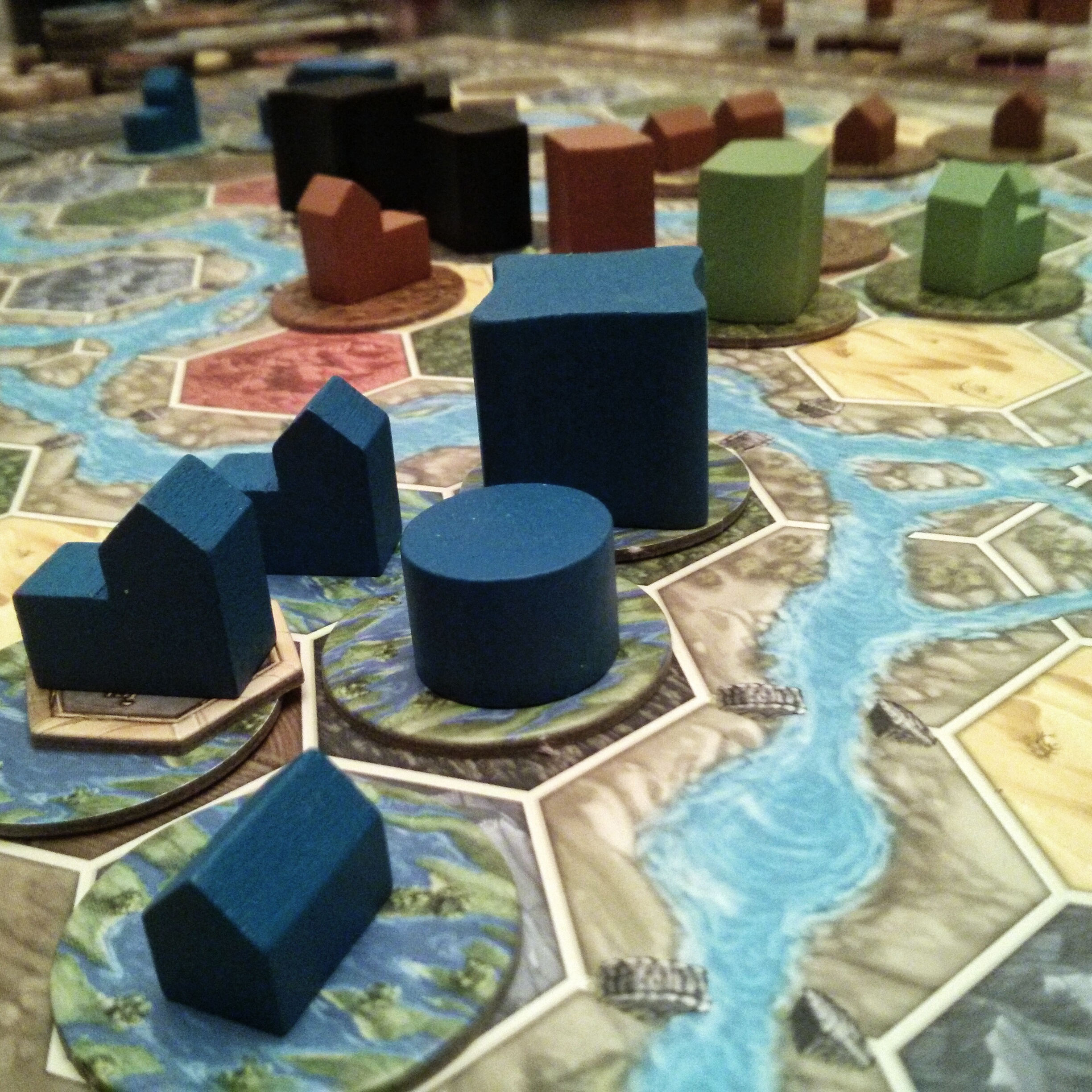
Detalle de una partida de Terra Mystica

Terra Mystica es un juego de mesa de estilo europeo para dos a cinco jugadores diseñado por Helge Ostertag y Jens Drögemüller. El juego fue publicado por primera vez por Feuerland Spiele en Alemania en 2012, y luego fue publicado en inglés y francés por Zman Games y Filosofia Édition en 2013. Feuerland Spiele lanzó una segunda edición alemana del juego en 2013.

### Concordia(2013)
Concordia es un juego de mesa diseñado por Mac Gerdts y publicado por PD-Verlag en 2013. Se trata de un juego de desarrollo económico para entre dos y cinco jugadores y está ambientado en la antigua Roma. Los jugadores asumen la dirección de familias romanas que intentan extender su influencia tanto como sea posible dentro del Imperio y que actúan para complacer a los dioses antiguos.
Concordia es el primer juego de Mac Gerdts que no utiliza el rondel de acción que él inventó, empleando en su lugar un mecanismo de construcción de mazos con cartas de acción. Los jugadores irán creando asentamientos en las distintas localizaciones para obtener diferentes elementos (recursos, nuevas cartas, monedas o nuevos colonos/barcos) quea su vez les permitirán conseguir nuevos elementos para prosperar. Cada jugador comienza con un juego de cartas idéntico y adquiere más cartas a lo largo de la partida. Estas cartas tienen dos funciones, puesto que permiten que un jugador elija acciones durante la partida y determinan los puntos de victoria al final del juego.
Concordia se caracteriza por tener muy poca dependencia del azar, por lo que los jugadores, en lugar de confiar en una buena tirada de dados o en robar la carta adecuada, deberán apostar por su capacidad de planificación para desarrollar una estrategia que les conduzca a la victoria. Sin olvidar, por supuesto, observar e intuir los próximos movimientos de sus rivales para conseguir que no alcancen sus objetivos.